# Liste der Monuments historiques in Bettancourt-la-Ferrée
Die Liste der Monuments historiques in Bettancourt-la-Ferrée führt die Monuments historiques in der französischen Gemeinde Bettancourt-la-Ferrée auf.

## Liste der Objekte
| Bezeichnung                 | Beschreibung                                                                                         | Standort                      | Kennzeichnung | Schutzstatus | Datum | Bild |
| --------------------------- | --- | ----------------------------- | ------------- | ------------ | ----- | ---- |
| Gemälde Anbetung der Könige | Ölfarbe auf Leinwand, 17. Jahrhundert; im Pfarrhaus der Kirche Ste-Thérèse in Saint-Dizier deponiert | in der Kirche St-Denis (Lage) | PM52001448    | Classé       | 2000  |      |
| Skulptur Madonna mit Kind   | Holz, farbig gefasst und vergoldet, 16. Jahrhundert                                                  | in der Kirche St-Denis (Lage) | PM52000094    | Classé       | 1965  |      |